# Un re senza distrazioni
Un re senza distrazioni è un romanzo di Jean Giono, pubblicato in Francia nel 1947. Fu scritto nel 1946, allorquando l'autore pacifista - accusato di collaborazionismo coi tedeschi alla Liberazione della Francia dall'occupazione nazista, e imprigionato per qualche mese in carcere - fu emarginato dal Comitato degli Scrittori francesi e non ebbe il permesso di pubblicare le sue opere fino al 1947. Il titolo del libro rinvia alla frase che chiude il romanzo e che Giono prende in prestito dai Pensées di Pascal: «un roi sans divertissement est un homme plein de misères» (frammento 142 dell'edizione Brunschvicg). Indicando in tal modo la questione morale in cui si dibatte l'umanità, l'autore vuole mostrare come l'uomo possa uscire dalla noia esistenziale: può divertirsi abbracciando la fascinazione del male. É nel mondo ghiacciato del grande silenzio bianco, l'inverno in montagna, che tale noia raggiunge il parossismo, ed esso può condurre alla morte o al suicidio.
Il libro è stato tradotto in inglese, tedesco, spagnolo, italiano, ungherese, polacco, russo, cinese e giapponese.

## Trama
Nell'inverno 1843 e negli inverni seguenti, un borgo di montagna viene sconvolto da una serie di brutali delitti. Avvertita la gendarmeria di Clelles, località nell'Isère in prossimità di Grenoble, le autorità inviano sul posto il brigadiere Langlois con alcuni gendarmi.
Langlois giunge ben presto a identificare l'assassino, un certo M. V., abitante di un paese vicino, ma, al momento dell'arresto, ne approfitta per sparare due colpi di pistola nella pancia dell'uomo. Anzi, sembra quasi che i due fossero d'accordo. Così il mistero resta insoluto. E per finire, Langlois dà le dimissioni, dichiarando di non aver potuto impedire la disgrazia.
Dopo un periodo di assenza, Langlois torna al borgo e prende alloggio da Salsiccia, un'ex prostituta che gestisce una piccola locanda con ristorante e caffè. L'uomo stavolta ha il titolo di capitano della caccia al lupo, un servizio necessario in luoghi dove ci sono animali che arrecano danni ai contadini.
Quando un grosso lupo sgozza varie pecore e ne porta via una per i suoi piccoli, si organizza una spettacolare caccia, con Langlois impegnato a inscenare una grandiosa regia. Tutto il paesino è mobilitato. Però, ancora una volta, nel faccia a faccia con l'animale ormai intrappolato, Langlois spara i due colpi di pistola nella pancia del lupo. Un finale crudele e deludente, che non giustificava tanta messinscena.
La vita prosegue tranquillamente per tutti, meno che per Langlois, che ha comportamenti incomprensibili a chi gli sta accanto. Solo Salsiccia, testimone costante di quanto lui compie, ha il bandolo della matassa e lo asseconda nelle sue stranezze.
Dapprima Langlois vuole fare visita a una misteriosa ricamatrice e, mentre Salsiccia e un'altra signora trattano di lavori, egli rimane a guardare il ritratto del defunto marito della donna. In seguito farà costruire una villetta (detta il bongalove), con un labirinto di siepi di bosso. Per finire, chiede a Salsiccia di trovargli una moglie, ma che non sia ricamatrice. Tutto avviene secondo i suoi desideri: la moglie, ancor giovane, si chiama Delphine e proviene dall'ambiente di Salsiccia.
Langlois dichiara anche di volere dei sigari da fumare e se ne procura. Le scatolette vengono accuratamente riposte. Così, la sua ultima sera, sembra che l'uomo si stia accendendo un sigaro. Si tratta invece di un candelotto di dinamite che lo uccide. Delphine e Salsiccia vivranno insieme nel bongalove.

## Divertissement
La frase finale del libro dice:
«Chi ha detto che un re senza distrazioni è un uomo pieno di miserie?»
Infatti la distrazione, più esattamente il divertissement nel senso datogli da Pascal, potrebbe distogliere, sviare, Langlois dalla sua angoscia esistenziale, non può invece cancellare le sue azioni crudeli. Scoperto di avere un mostro dentro di sé, egli non trova pace.
Dapprima si identifica con l'assassino, un semplice pazzo (M. V. significa Monsieur Voisin, cioè Signor Vicino). Ma poi non rinuncia a farlo morire in modo assurdo. La caccia al lupo si conclude nello stesso modo, non liberando Langlois dalla sua colpa. L'essere rimasto davanti al ritratto del morto per più di un'ora ha peggiorato la situazione. Ed ecco l'imprevisto finale.
Va segnalato che per la comprensione di questo è irrinunciabile la nota conclusiva al libro, già più volte citata di Francesco Bruno, che ha attinto ai diari di Giono.

## Opere derivate
- Nel 1963 fu prodotto il film Un roi sans divertissement, con sceneggiatura di J. Giono e la regia di François Leterrier.[4]

## Edizioni italiane
- Un re senza distrazioni, trad. e Nota conclusiva di Francesco Bruno, Collana Narratori della Fenice, Parma, Ugo Guanda Editore, 1997, ISBN 978-88-774-6921-2.
- Un re senza distrazioni, trad. Francesco Bruno, Introduzione di Pietro Citati, Collana Narratori della Fenice, Milano, Ugo Guanda Editore, 2016, ISBN 978-88-235-1343-3.